# Gamshurst

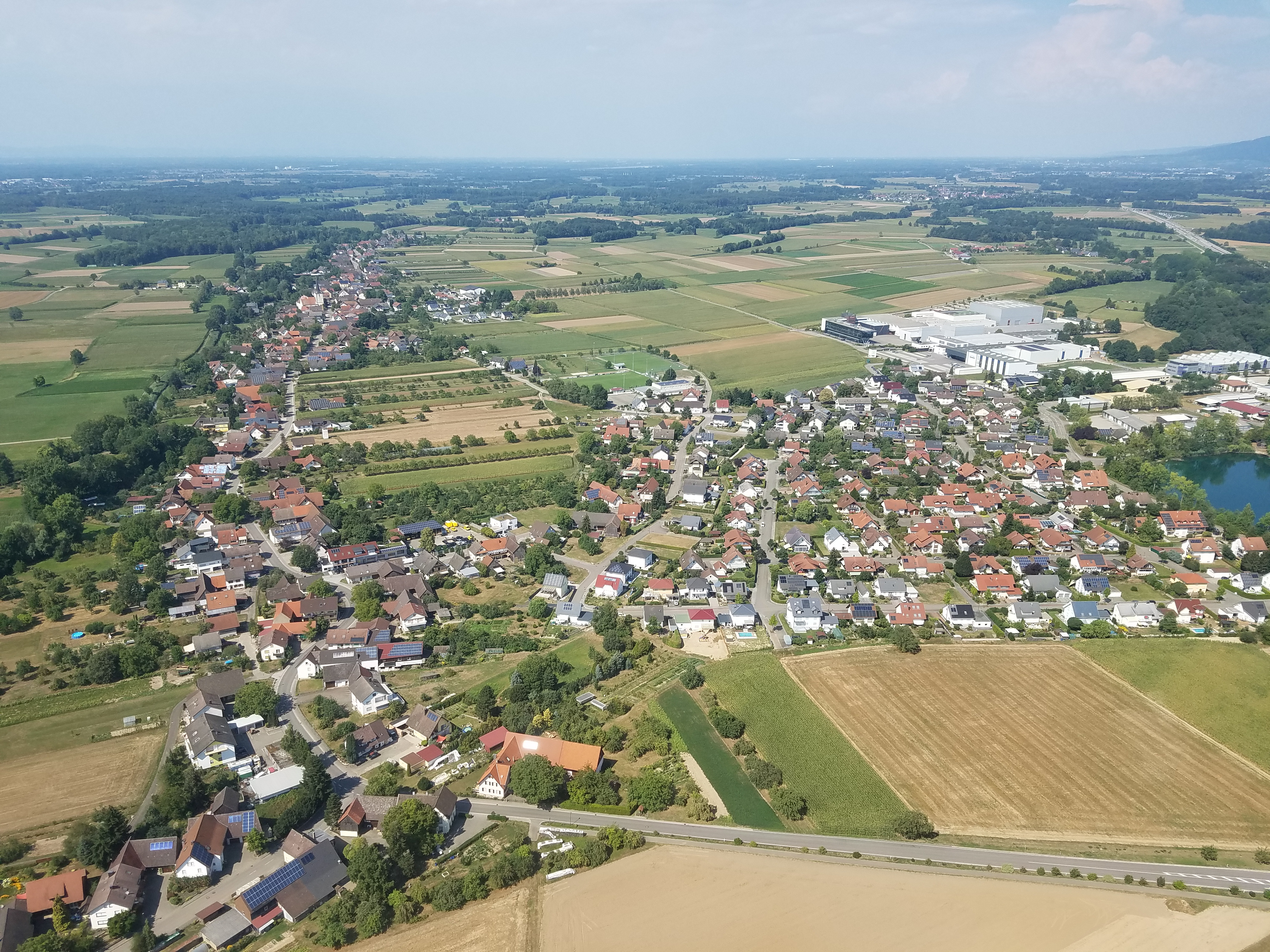
Luftaufnahme von Gamshurst von Süden aus

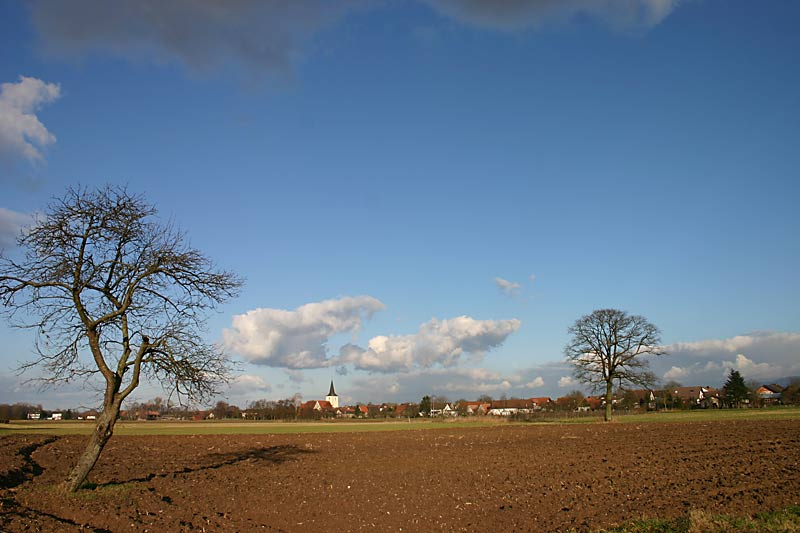
Blick auf Gamshurst

Katholische Kirche St. Nikolaus, Gamshurst

Gamshurst ist ein Stadtteil der großen Kreisstadt Achern im Norden des Ortenaukreises.
Gamshurst ist eine Ortschaft im Sinne der baden-württembergischen Gemeindeordnung, das heißt, es gibt jeweils einen von den Wahlberechtigten bei jeder Kommunalwahl zu wählenden Ortschaftsrat mit einem Ortsvorsteher als Vorsitzenden. Zum Stadtteil Gamshurst gehören das Dorf Gamshurst, die Weiler Litzloch und Michelbuch und das Gehöft Ziegelhütte.

## Geographische Lage
Gamshurst liegt im nördlichen Ortenaukreis (Baden-Württemberg) im nordwestlichen Bereich der Stadt Achern. Das Dorf liegt in unmittelbarer Nähe zur Autobahnanschlussstelle Nr. 53 (Achern) der A5 und nur wenige Kilometer vom Rheinübergang Rheinau-Freistett / Gambsheim nach Frankreich entfernt. Insgesamt umfasst die Gemarkung des Dorfes 1.170 Hektar. Die Acher (auch Feldbach genannt) zieht sich durch das ganze Dorf, das mit etwa 3 km Länge auch überwiegend entlang diesem kleinen Fluss seine Ursprünge hat. Außerdem gehören zu Gamshurst noch die Ortsteile Ziegelhütte im Süden, Litzloch im Osten und Michelbuch im Norden.

## Geschichte
Wann genau Gamshurst bevölkert wurde, ist bislang unklar – vielleicht sogar schon vor Christi Geburt: In den Jahren 1810 bis 1885 wurden mehrfach gallische Goldmünzen auf Gamshurster Gemarkung gefunden. Eine davon, die heute im Münzkabinett des Badischen Landesmuseums in Karlsruhe zu sehen ist, zeigt den König Philipp II. (Philippeus) von Makedonien, der von 359 bis 336 vor Christus regierte.
Als erste Erwähnung Gamshursts gilt eine Urkunde, aus der das Jahr 961 hervorgeht. Diese wurde zwar erst im 12. Jahrhundert gefertigt, man kann aber davon ausgehen, dass als Vorlage ein Original zur Verfügung stand. Diese Urkunde ist im Archiv départementales du Bas-Rhin in Straßburg archiviert und berichtet über eine Schenkung des Straßburger Bischofs Udo III. an die Straßburger Kirche, in der er mehrere Güter, darunter eines in „Gameneshurst“ dem Domkapitel vermacht.
Eine noch frühere Aufzeichnung geht auf das Jahr 902 zurück, Dieses wurde lange – teilweise schon in Büchern aus dem 19. Jahrhundert – als Ersterwähnungsjahr angenommen. Jedoch gehört diese Urkunde zum so genannten „St. Trudperter Fälschungskomplex“ und kann nicht als historisch tragfähige Quelle verwendet werden.
In der Zeit von 1198 bis 1217 gab es in Gamshurst ein Hospital „des heiligen Simon und Judas“, das dem Kloster Allerheiligen angehörte.
Der Name des Dorfes machte im Lauf der Jahrhunderte einige Veränderungen mit: In einer päpstlichen Bulle von 1216 wird das Dorf als „Gameshüsh“ erwähnt – später wurde der Name als „Gamelshurste“ oder auch „Gambshurst“ angegeben. Eine weitere Nennung des Dorfnamens stammt aus dem Jahre 1332 mit der Bezeichnung „Gameneshurst“.
In der Gründungsurkunde vom 27. Juli 1355 wurde durch den Abt von Schuttern eine ständige Priesterstelle in Gamshurst geschaffen – hier wurde auch erstmals die Nikolauskapelle erwähnt.
Mit diesem ersten Ortsgeistlichen wurde auch die Trennung von der Mutterpfarrei Sasbach vollzogen: Der Ort sei „recht weit entfernt und wegen der Sümpfe ist nur schwer hinzukommen“ hieß es in der Begründung. Dies war wohl auch der Anlass, warum man als Patron der Pfarrei den heiligen St. Nikolaus wählte, der zur Hilfe in Wassersnöten angerufen wird.
Aufzeichnungen von 1428 ist zu entnehmen, dass in diesem Jahr die Leibeigenschaft im Dorf abgeschafft wurde. Auch die Inquisition machte vor dem Dorf nicht halt – am 27. Mai 1628 wurde eine Frau bei lebendigem Leib als Hexe verbrannt.
Im Juli 1675 brandete der französische Feldherr Turenne mit seinen Truppen das Dorf. Die Kämpfer kamen zuvor über den Rhein vom heutigen Elsass und lagerten in Gamshurst westlich der Acher. Tags darauf, am 27. Juli, wurde Turenne in Sasbach getötet.
Zur napoleonischen Zeit lebten in Gamshurst etwa 1.200 Menschen und im Jahr 1825 zählte man 1.542 Einwohner.
Außer dem Zeitraum von 1701 bis 1771 gehörte Gamshurst ursprünglich zur „Kaiserlichen Reichslandvogtei Ortenau“, später vorderösterreichischen Landvogtei Ortenau, und war dem Gericht Achern unterstellt (in den vorgenannten 70 Jahren war die Landvogtei ein Lehen der katholischen Linie der Markgrafen von Baden). Aufgrund des Friedensvertrags von Pressburg vom 26. Dezember 1805 fiel der Ort dann an das Kurfürstentum und spätere Großherzogtum Baden. Anno 1807 wurde Gamshurst dem Obervogteiamt Achern zugeteilt und gehörte ab 1924 dem Landkreis Bühl an.
Die wechselvolle Geschichte von Kriegen und Hungersjahren führte im Jahr 1854 dazu, dass 344 Einwohner von Gamshurst nach Kanada, vorwiegend in die Gegend um Québec, auswandern mussten. Es handelte sich bei diesen Bürgern um die „Ortsarmen“, die von der Gemeinde weggeschickt wurden – für die Kosten der Auswanderung musste Gamshurst damals sogar einen Kredit aufnehmen. Die Überfahrt dauerte lang und so mancher kam niemals an, weil er unterwegs qualvoll starb; vor allem Kinder und Frauen waren betroffen.
Bei der Volkszählung am 1. Dezember 1905 hatte das Dorf 1.229 Einwohner.
Nach einem Blitzschlag brannte am 6. Mai 1926 ein Großteil der Kirche ab. Das Gotteshaus wurde wieder aufgebaut und gleichzeitig erweitert, und ab Weihnachten 1927 fanden wieder Gottesdienste darin statt. Dieser Blitzschlag veranlasste das Dorf, die Freiwillige Feuerwehr Gamshurst zu gründen.
Am 13. April 1945 wurde das Dorf von Luftbeobachtern unter Beschuss genommen, nachdem die Angreifer glaubten, noch deutsche Soldaten im Dorf zu sehen – ein Irrtum, es handelte sich dabei um Gefangene. Ein Anwesen im Dorf brannte bei diesem Angriff ab.
Am 1. Januar 1973 wurde Gamshurst in die große Kreisstadt Achern eingemeindet und gehört seither zum Ortenaukreis.
Seit den 1960er Jahren hat der Strukturwandel das Dorf stark verändert. Vom Handwerk bis zum Industriebetrieb bietet Gamshurst insgesamt etwas mehr als 1.170 Arbeitsplätze (Stand: August 2008).
Die Landwirtschaft im Ort wird heute weitestgehend im Nebenerwerb betrieben – Anfang 2006 gab es noch einen Vollerwerbslandwirt im Dorf. Aus der ehemals rein bäuerlichen Gemeinde ist ein schmuckes Dorf mit 1.718 Einwohnern (Stand: Dezember 2013) geworden.

### Wappen
In einem gespaltenen Schild sind auf der linken Seite drei goldene Bischofskugeln auf blauem Hintergrund zu sehen, die rechte Seite zeigt auf einem schwarzen Dreiberg eine ebenfalls schwarze Hecke auf silbernem Hintergrund. Die drei goldenen Kugeln, Attribute des St. Nikolaus, stehen für Geld und Gaben, welche Arme von dem  beliebten Heiligen erhielten. Nikolaus von Myra ist auch Schutzpatron der katholischen Kirchengemeinde des Dorfes.
Die Dornenhecke spielt auf den Ortsnamen an: „Hurst“ wird als Hecke bzw. Busch gedeutet. Das Wappen stammt aus einer Empfehlung des Generallandesarchivs vom Januar 1913, ein historisch bestimmtes und den Ortsnamen symbolisierendes Wappen anzunehmen.

## Persönlichkeiten
- August Renner (1872–1936), Jurist und Kommunalpolitiker